# Elena (canción)
«Elena» es una canción escrita por Javier Martínez e interpretada por el trío de blues y rock argentino Manal. Se trata del último tema que el grupo grabó en 1970 para el sello independiente Mandioca, ya que poco después se desvinculó del mismo, firmando contrato con la multinacional RCA (actualmente BMG). Tras la ruptura, Mandioca lo incluyó en el álbum compilatorio Pidamos peras a Mandioca. Una versión posterior realizada sobre la misma base, pero con diferentes tomas de voces y guitarras, fue publicada a comienzos de 1971 por RCA como lado B («Doña Laura» fue lado A) del primer sencillo que Manal registró para su nueva discográfica. Ambas versiones difieren también en duración. La de Mandioca dura 4:29 minutos y la de RCA 4:00 minutos. La versión de Mandioca fue editada en el compilatorio Pidamos peras a Mandioca.

## Créditos
- Alejandro Medina: bajo eléctrico y coros
- Claudio Gabis: guitarras y teclados
- Javier Martínez: voz líder y batería